# Repomucenus richardsonii
Repomucenus richardsonii és una espècie de peix de la família dels cal·lionímids i de l'ordre dels perciformes.

## Morfologia
- Els mascles poden assolir 17 cm de longitud total.[3][4]

## Alimentació
És carnívor.

## Depredadors
A Hong Kong és depredat per Saurida elongata, Platycephalus indicus i Acanthopagrus schlegeli.

## Hàbitat
És un peix marí, de clima temperat i demersal.

## Distribució geogràfica
Es troba a la Xina (incloent-hi Hong Kong), el Japó, Corea i Taiwan.

## Observacions
És inofensiu per als humans.